# Gete
Die Gete (französisch Gette) ist ein Fluss in Flandern, Belgien. Sie entsteht in Budingen, einer Teilgemeinde Zoutleeuws durch den Zusammenfluss der Kleine Gete und der Grote Gete. Die Gete strömt in nördlicher Richtung und mündet in Halen in die Demer. 
Erstmals urkundlich in Erscheinung tritt die Gete im Jahr 956 als super fluvium Gatia. Der Name leitet sich vom nordseegermanischen Wort *gata- für 'Loch, Öffnung, Durchlass, Durchgang' ab und hat demnach die Bedeutung 'Fluss/Siedlung an einem Durchgang/Durchlass'.
Die Gete, die 1525 bis Tienen befahrbar wurde, bildete früher die Grenze zwischen dem Hochstift Lüttich und dem Herzogtum Brabant.
Die Brücke über die Gete in Halen war im Ersten Weltkrieg Gegenstand der Gefecht bei Haelen zwischen deutschen und belgischen Truppen, die mit einer Niederlage der deutschen Soldaten endete.